# Флатов, Густав
Густав Феликс Флатов (нем. Gustav Felix Flatow; 7 января 1875, Косьцежина, Западная Пруссия — 29 января 1945, Терезиенштадт) — немецкий гимнаст, дважды чемпион летних Олимпийских игр 1896.

## Биография
Густав Флатов родился 7 января 1875 года в Косьцежине (провинция Западная Пруссия). В 1896 году он вместе со своим двоюродным братом Альфредом Флатовым поехал в Афины, чтобы принять участие в Олимпийских играх.
Его лучшим достижением стало двойное чемпионство в составе немецкой сборной по гимнастике, которая выиграла соревнования по брусьям и перекладине. Он также участвовал в состязаниях по опорному прыжку, коню, кольцах, перекладине и брусьях, но не смог занять призового места.
В 1900 году он также участвовал на летних Олимпийских играх, но он занял лишь 102-е место в смешанном соревновании, набрав 204 очка.
В 1933 году после прихода в Германии нацистов к власти, он покинул родную страну из-за своего еврейского происхождения, и поселился в Роттердаме (Нидерланды), но в 1944 году его арестовали и отправили в концентрационный лагерь Терезин в Чехии (в котором ранее умер его двоюродный брат Альфред), где умер от голода.

## Память

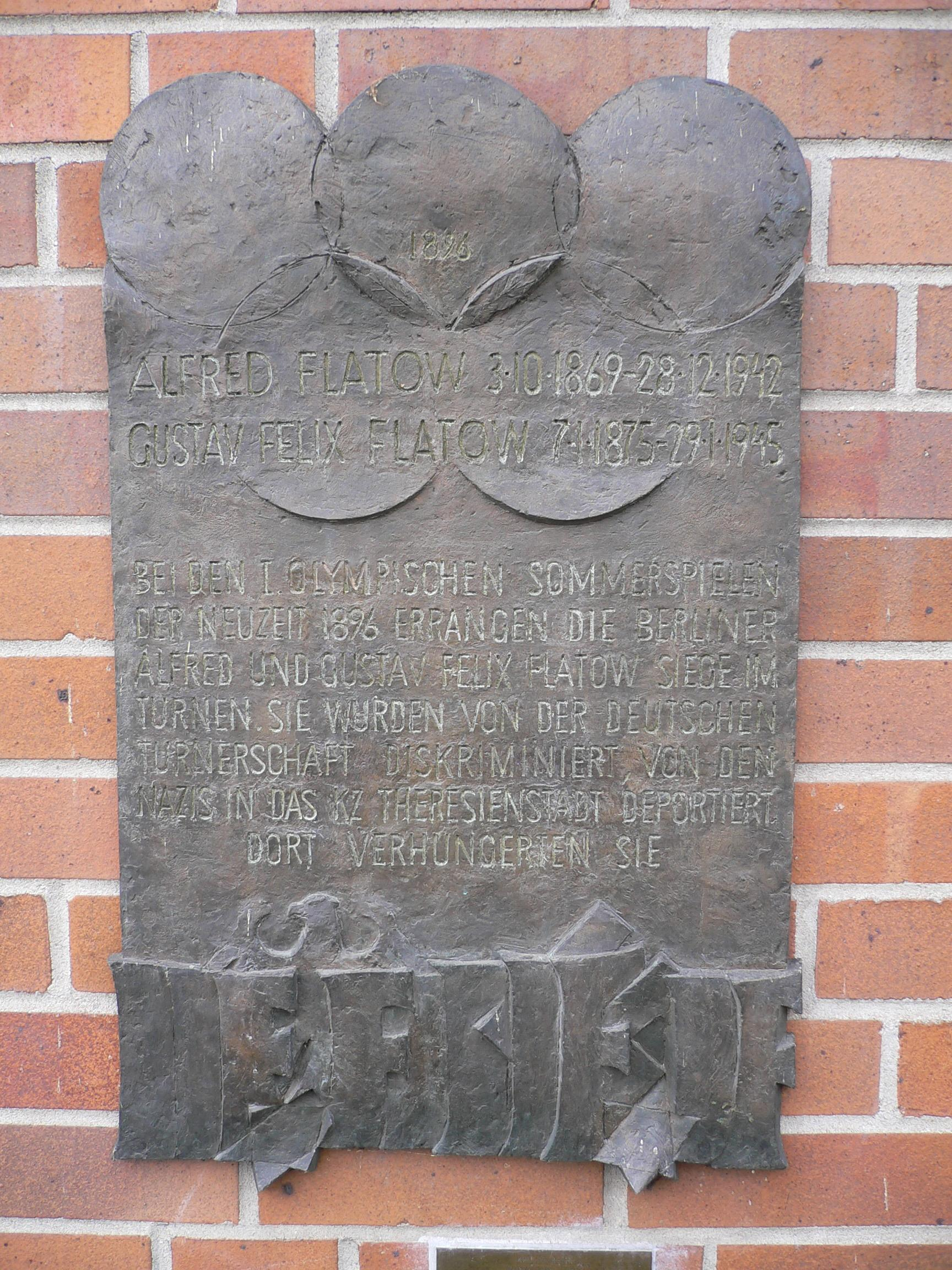
Памятная табличка Альфреда и Густава Флатовов

В 1997 году в Берлине в честь Альфреда и Густава Флатовов, была переименована улица Райхспортсфельд в бульвар Флатова, эта улица находится неподалёку от Берлинского Олимпийского стадиона. Также, в честь них назван один из спортивных залов германской столицы, на нём установлена памятная табличка братьев. Кроме того, в 1976 году почта Северной Кореи выпустила марки с изображением гимнастов, а в честь столетия Олимпиады, в 1996 году, немецкая почтовая фирма Deutsche Post также выпустила марки Флатовов.